# Леон Дьєркс

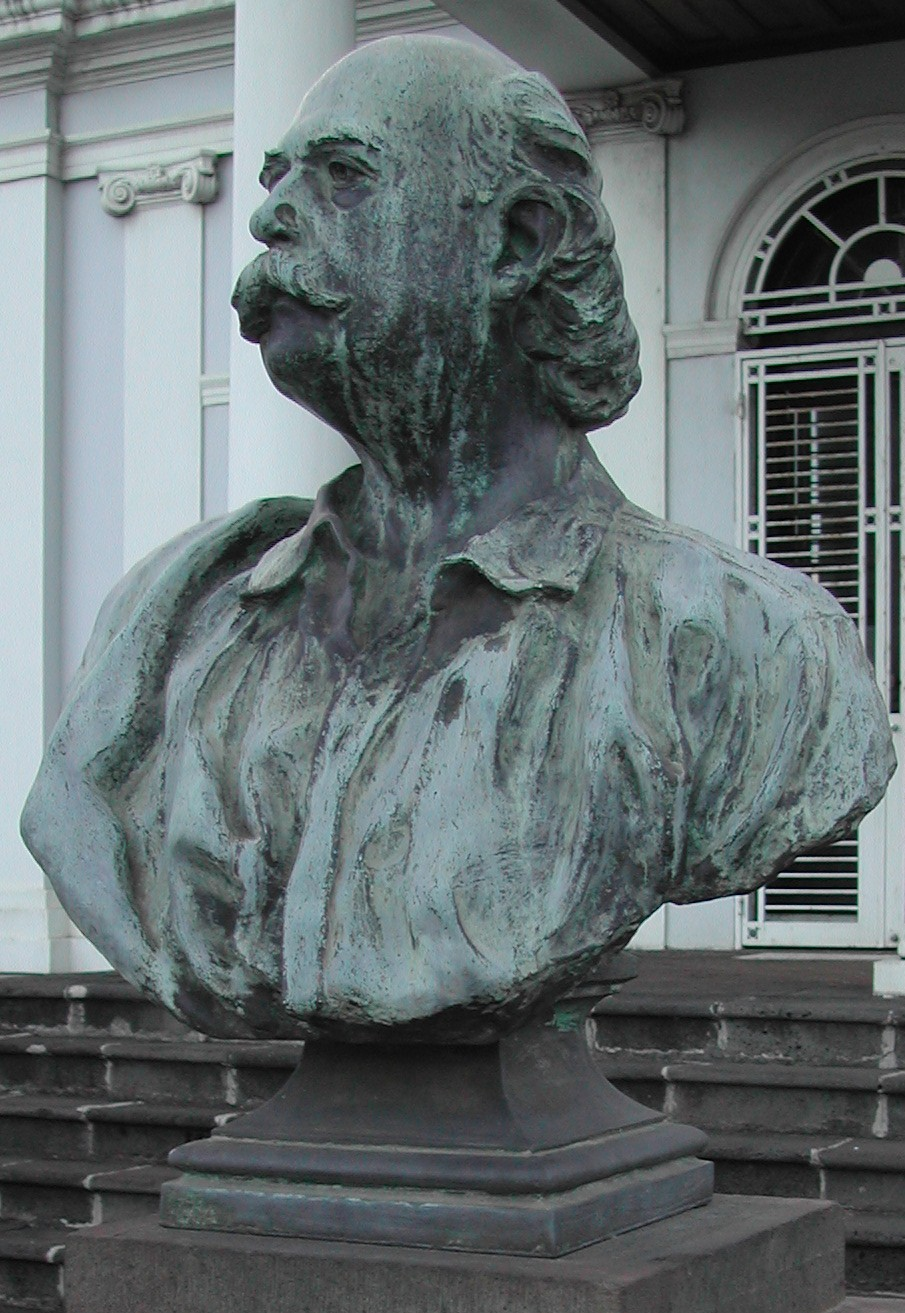

Леон Дьєркс (фр. Léon Dierx; 31 березня 1838, Сен-Дені, Реюньйон — 12 червня 1912, Париж) — французький поет, один з послідовних продовжувачів Шарля Леконт де Ліля і найхарактерніший представник парнаської школи. 

## Творчість
Після смерті Малларме, у 1898, молодь удостоїла його звання «принца французьких поетів». Та чіткість форми і сприйняття життя, до яких так прагнули парнасці, Дьеркса засвоєні особливо вдало, хоча вони часто і знаходять у нього характер зовнішнього прийому: йому не вистачало ні широти розмаху, ні поетичної глибини. Гордий песимізм і безвихідне відчай характеризують його як інтелігента лихоліття 1880-х і 1890-х рр.. Найбільше значення має його перша збірка «Les lèvres closes» (1867), після — «Paroles du vaincu» (1871); творчість Дьеркса за невеликим винятком вичерпується переспівами його перших юнацьких віршів.

## Твори
- Сподівання / Aspirations, poésies, 1858[5]
- Поеми і вірші / Poèmes et poésies, 1864
- Стулені губи / Les Lèvres closes, 1867[6]
- Слова переможеного / Les Paroles du vaincu, 1871
- Зустріч, драматична сцена у віршах / La Rencontre, scène dramatique en vers, Paris, Salle Taitbout, 24 février 1875
- Коханці, поезії / Les Amants, poésies, 1879[7]
- Повернення, неопубл. / Le retour, resté inédit.
- Повне зібрання поезії / Poésies complètes, 2 vol., 1889-1890
- Повне видання творів / Œuvres complètes, 2 vol., 1894-1912[8]

## Література

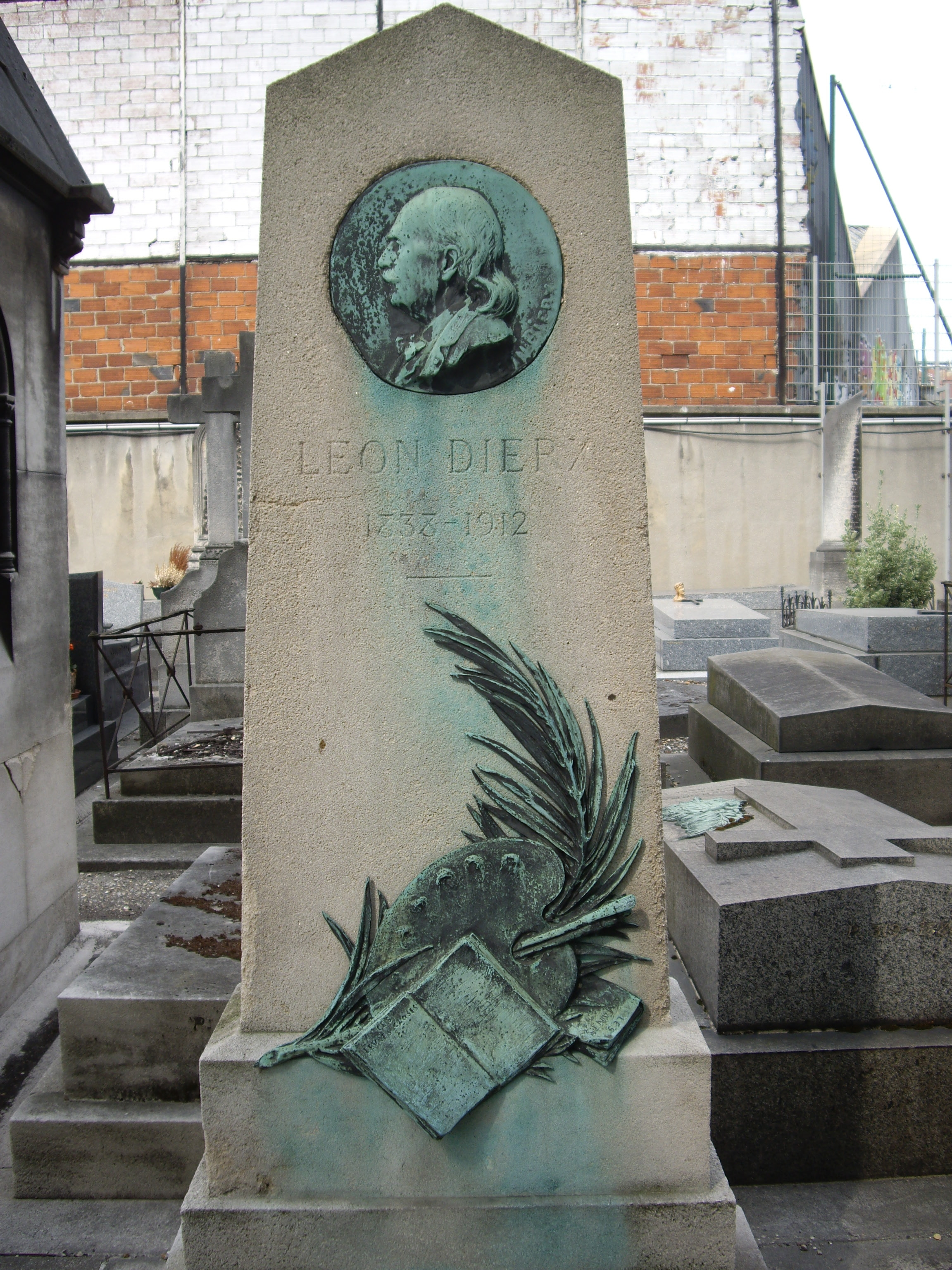
Могила Леона Дьєркса на цвинтарі Батіньоль